# Nadiem Amiri
Nadiem Amiri (Ludwigshafen, Alemania, 27 de octubre de 1996) es un futbolista alemán que juega como centrocampista en el 1. FSV Maguncia 05 de la Bundesliga.

## Trayectoria
Amiri nació en octubre de 1996 y es hijo de refugiados afganos que se establecieron en Ludwigshafen en la década de 1980. Tiene un hermano, Nauwid, que también es futbolista. En la temporada 2012-13 se unió a la filial del TSG 1899 Hoffenheim, tras haber jugado en las juveniles del F. C. Kaiserslautern y el Waldhof Mannheim. Dos años después, fue promovido al Hoffenheim II. Realizó su debut en el primer equipo el 7 de febrero de 2015 en una derrota por 3:0 con el VfL Wolfsburgo.
En el verano de 2017, ante el interés de clubes como el Atlético de Madrid por comprar al jugador, el Hoffenheim decidió extender su contrato otros dos años. En la temporada 2017-18, Amiri disputó la previa de la Liga de Campeones de la UEFA ante el Liverpool F. C., donde solo jugó el partido de ida, una derrota por 2:1. El 19 de octubre, le marcó un gol al İstanbul Başakşehir en una victoria por 3:1 por la Liga Europa de la UEFA. En 2019 fichó por el Bayer Leverkusen, que tras dos temporadas y media lo cedió al Genoa C. F. C. Posteriormente regresó a Leverkusen donde permaneció hasta su marcha definitiva al 1. FSV Maguncia 05 en enero de 2024.

## Selección nacional
Con la selección sub-19, Amiri disputó el Campeonato Europeo de la UEFA Sub-19 2015. Con la sub-21, ganó la Eurocopa Sub-21 de 2017. También disputó la Eurocopa Sub-21 de 2019, donde marcó tres goles y dio tres asistencias, y su buen rendimiento ayudó a su equipo a llegar a la final. El 9 de octubre de ese año debutó con la absoluta cuando ingresó en el segundo tiempo del amistoso que Alemania empató 2:2 con Argentina.

### Participaciones en Eurocopas
| Torneo                  | Sede                | Resultado      |
| ----------------------- | ------------------- | -------------- |
| Eurocopa Sub-19 de 2015 | Grecia              | Fase de grupos |
| Eurocopa Sub-21 de 2017 | Polonia             | Campeón        |
| Eurocopa Sub-21 de 2019 | Italia y San Marino | Subcampeón     |

## Estadísticas

### Clubes
La siguiente tabla detalla los encuentros disputados y los goles marcados por Amiri en los clubes en los que ha militado.
| Club                              | Div.          | Temporada     | Liga  | Liga  | Copas nacionales | Copas nacionales | Copas internacionales | Copas internacionales | Total | Total |
| Club                              | Div.          | Temporada     | Part. | Goles | Part.            | Goles            | Part.                 | Goles                 | Part. | Goles |
| --------------------------------- | ------------- | ------------- | ----- | ----- | ---------------- | ---------------- | --------------------- | --------------------- | ----- | ----- |
| TSG 1899 Hoffenheim II · Alemania | 4.ª           | 2014-15       | 13    | 2     | ―                | ―                | ―                     | ―                     | 13    | 2     |
| TSG 1899 Hoffenheim · Alemania    | 1.ª           | 2014-15       | 7     | 0     | 2                | 0                | ―                     | ―                     | 9     | 0     |
| TSG 1899 Hoffenheim · Alemania    | 1.ª           | 2015-16       | 25    | 4     | 0                | 0                | ―                     | ―                     | 25    | 4     |
| TSG 1899 Hoffenheim II · Alemania | 4.ª           | 2015-16       | 7     | 2     | ―                | ―                | ―                     | ―                     | 7     | 2     |
| TSG 1899 Hoffenheim II · Alemania | 4.ª           | 2016-17       | 1     | 0     | ―                | ―                | ―                     | ―                     | 1     | 0     |
| TSG 1899 Hoffenheim · Alemania    | 1.ª           | 2016-17       | 33    | 2     | 1                | 0                | ―                     | ―                     | 34    | 2     |
| TSG 1899 Hoffenheim · Alemania    | 1.ª           | 2017-18       | 28    | 2     | 1                | 1                | 4                     | 1                     | 33    | 4     |
| TSG 1899 Hoffenheim · Alemania    | 1.ª           | 2018-19       | 13    | 3     | 0                | 0                | 1                     | 0                     | 14    | 3     |
| TSG 1899 Hoffenheim · Alemania    | Total club    | Total club    | 106   | 11    | 4                | 1                | 5                     | 1                     | 115   | 13    |
| TSG 1899 Hoffenheim II · Alemania | 4.ª           | 2018-19       | 1     | 0     | ―                | ―                | ―                     | ―                     | 1     | 0     |
| TSG 1899 Hoffenheim II · Alemania | Total club    | Total club    | 22    | 4     | 0                | 0                | 0                     | 0                     | 22    | 4     |
| Bayer 04 Leverkusen · Alemania    | 1.ª           | 2019-20       | 30    | 1     | 5                | 0                | 7                     | 0                     | 42    | 1     |
| Bayer 04 Leverkusen · Alemania    | 1.ª           | 2020-21       | 29    | 2     | 2                | 2                | 8                     | 1                     | 39    | 5     |
| Bayer 04 Leverkusen · Alemania    | 1.ª           | 2021-22       | 13    | 1     | 2                | 0                | 5                     | 1                     | 20    | 2     |
| Genoa C. F. C. · Italia           | 1.ª           | 2021-22       | 13    | 0     | ―                | ―                | ―                     | ―                     | 13    | 0     |
| Genoa C. F. C. · Italia           | Total club    | Total club    | 13    | 0     | 0                | 0                | 0                     | 0                     | 13    | 0     |
| Bayer 04 Leverkusen · Alemania    | 1.ª           | 2022-23       | 25    | 4     | 0                | 0                | 11                    | 0                     | 36    | 4     |
| Bayer 04 Leverkusen · Alemania    | 1.ª           | 2023-24       | 8     | 0     | 1                | 0                | 0                     | 0                     | 9     | 0     |
| Bayer 04 Leverkusen · Alemania    | Total club    | Total club    | 105   | 8     | 10               | 2                | 31                    | 2                     | 146   | 12    |
| 1. FSV Maguncia 05 · Alemania     | 1.ª           | 2023-24       | 15    | 1     | ―                | ―                | ―                     | ―                     | 15    | 1     |
| 1. FSV Maguncia 05 · Alemania     | 1.ª           | 2024-25       | 30    | 7     | 2                | 1                | ―                     | ―                     | 32    | 8     |
| 1. FSV Maguncia 05 · Alemania     | Total club    | Total club    | 45    | 8     | 2                | 1                | 0                     | 0                     | 47    | 9     |
| Total carrera                     | Total carrera | Total carrera | 291   | 31    | 16               | 4                | 36                    | 3                     | 343   | 38    |
| 1. 2.                             |               |               |       |       |                  |                  |                       |                       |       |       |

### Selección nacional
La siguiente tabla detalla los encuentros disputados y los goles marcados por Amiri con la selección alemana.
| Sub-18 · Alemania | 2013  | 6  | 3 | 0 | -  | - | - | -  | - | - | 6  | 3  | 0 |
| Sub-18 · Alemania | 2014  | 3  | 0 | 0 | -  | - | - | -  | - | - | 3  | 0  | 0 |
| Sub-18 · Alemania | Total | 9  | 3 | 0 | 0  | 0 | 0 | 0  | 0 | 0 | 9  | 3  | 0 |
| Sub-19 · Alemania | 2014  | 5  | 1 | 0 | 2  | 0 | 0 | -  | - | - | 7  | 1  | 0 |
| Sub-19 · Alemania | 2015  | 0  | 0 | 0 | 3  | 2 | 0 | 3  | 0 | 0 | 6  | 2  | 0 |
| Sub-19 · Alemania | Total | 5  | 1 | 0 | 5  | 2 | 0 | 3  | 0 | 0 | 13 | 3  | 0 |
| Sub-20 · Alemania | 2015  | 3  | 0 | 1 | -  | - | - | 4  | 0 | 2 | 7  | 0  | 3 |
| Sub-20 · Alemania | Total | 3  | 0 | 1 | 0  | 0 | 0 | 4  | 0 | 2 | 7  | 0  | 3 |
| Sub-21 · Alemania | 2016  | 2  | 0 | 0 | 3  | 0 | 1 | -  | - | - | 5  | 0  | 1 |
| Sub-21 · Alemania | 2017  | 3  | 1 | 0 | 3  | 1 | 2 | 4  | 1 | 0 | 10 | 3  | 2 |
| Sub-21 · Alemania | 2018  | 0  | 0 | 0 | 2  | 0 | 1 | -  | - | - | 2  | 0  | 1 |
| Sub-21 · Alemania | 2019  | 2  | 0 | 0 | -  | - | - | 5  | 3 | 2 | 7  | 3  | 2 |
| Sub-21 · Alemania | Total | 7  | 1 | 0 | 8  | 1 | 4 | 9  | 4 | 2 | 24 | 6  | 6 |
| Absoluta · Alemania | 2019  | 1  | 0 | 0 | 2  | 0 | 0 | -  | - | - | 3  | 0  | 0 |
| Absoluta · Alemania | 2020  | 2  | 0 | 0 | 0  | 0 | 0 | -  | - | - | 2  | 0  | 0 |
| Absoluta · Alemania | Total | 3  | 0 | 0 | 2  | 0 | 0 | 0  | 0 | 0 | 5  | 0  | 0 |
| Total | Total | 27 | 5 | 1 | 15 | 3 | 4 | 16 | 4 | 4 | 58 | 12 | 9 |
| (1) Incluye datos de clasificación europea. (2) Incluye datos del Campeonato Europeo de la UEFA Sub-19, Liga Élite Sub-20 y Eurocopa Sub-21. |       |    |   |   |    |   |   |    |   |   |    |    |   |

### Resumen estadístico
| Competición           | Partidos | Goles | Asistencias | Promedio |
| --------------------- | -------- | ----- | ----------- | -------- |
| Liga                  | 142      | 16    | 18          | 0,11     |
| Copas nacionales      | 6        | 1     | 1           | 0,17     |
| Copas internacionales | 9        | 1     | 0           | 0,11     |
| Selección de Alemania | 5        | 0     | 0           | 0,00     |
| Selecciones juveniles | 53       | 12    | 9           | 0,23     |
| Total                 | 215      | 30    | 28          | 0,13     |

## Palmarés

### Campeonatos internacionales
| Título          | Equipo (*)            | País    | Año  |
| --------------- | --------------------- | ------- | ---- |
| Eurocopa Sub-21 | Selección de Alemania | Polonia | 2017 |

(*) Incluyendo la selección.